# TAF4B
La subunidad 4B del factor de iniciación de la transcripción TFIID es una proteína que en humanos está codificada por el gen TAF4B.

## Función
Los factores asociados a la proteína de unión a TATA (TAFs) participan, junto con la proteína de unión a TATA (TBP; MIM 600075) en la formación del complejo TFIID (ver MIM 313650), que está implicado en el inicio de transcripción de genes por la ARN polimerasa II (ver MIM 180660). [suministrado por OMIM]

## Interacciones
Se ha demostrado que TAF4B interactúa con RELA.